# 도쿄도의 마천루 목록
도쿄도의 마천루 목록이다. 다음에 도쿄도에 있는 높이 160m 이상(건축기준법 제20조 제1호에 높이 60m 이상)의 마천루와 구축물의 목록을 보여준다. 높은 첨탑을 포함하고 안테나 마스트는 포함되지 않는다.

## 개요
일본의 47개의 도도부현에서 최대의 인구를 보유한 도쿄도는 높이 180미터 이상의 건축물 및 구조물이 46동이 있다. 도쿄에서 가장 높은 구조물은 2012년(헤이세이 24년)에 완성된 도쿄 스카이트리에서 높이 634m의 자립식 철탑이다. 도쿄에서 두 번째로 높은 구조물은 높이 332.6m의 도쿄 타워는 1958년(쇼와 33년)에 완공했다. 도쿄에서 2번째로 높은 구조물이며 도쿄에서 세번째 높은 구조물은 높이 248.1m의 미드타운 타워이다. 일본의 건축물 및 구조물의 높이 상위 25채 가운데 16동은 도쿄에 있다.

## 역사
일본에서 마천루가 건설되게 된 것은 비교적 최근의 일이다. 경관 및 기술적인 이유로, 일본의 건축 기준법은 용적률 제한이 도입된 1963년(쇼와 38년)까지 31미터의 높이 제한을 마련했다. (백척규제) 이 건축 기준법이 개정 된후 가스미가세키 빌딩이 건축되어 1968년(쇼와 43년)에 완공했다. 가스미가세키 빌딩 36층, 높이 156미터로, 지금까지 일본이었다. 17층의 호텔 뉴 오타니 본관의 2배의 높이가 되어 일본 최초의 초고층 빌딩이 되는 것으로 생각되고 있다. 제2차 세계대전 이후 고도 경제 성장과 도쿄 올림픽(1964년(쇼와 39년) 하계 올림픽)은 1960년대 · 1970년대를 통해 건축 러쉬를 가져와 버블 경제의 발생 · 붕괴를 경험한 1980년대 · 1990년대에도 계속되었다.
도쿄도는 도쿄 23구 및 다마 지역으로 나뉘는데 모든 마천루가 도쿄시 도쿄 23구 내에 있다. 신주쿠구의 니시 신주쿠 지역은 도쿄 최초의 초고층 빌딩 군 대규모 개발 지역이었다. 1971년(쇼와 46년) 케이오 플라자 호텔 본관 완공을 시작으로 초고층 빌딩 건설이 이어 지금은 도쿄의 모든 마천루 중 11채가 이 지구에 있다.
2012년에는 높이 634미터의 도쿄 스카이트리가 완공되었다. 도쿄 타워보다 301미터 높아지면서 일본에서 가장 높은 자립식 구조물이 되었다. 또한 2027년에는 높이 390m 일본 최고층 빌딩이 완공된다. (도키와바시 재개발 프로젝트)

## 건축물과 구조물
범례: = 같은 높이의 동 순위의 빌딩
- 건축물 목록에 준공된 건축물과 미완공 건축물 (공사중, 계획중)를 구분하여 나열하라.

| 순위 | 명칭                                               | 사진 | 높이                  | 층수 | 완공   | 위치       | 비고                                                                         |
| ---- | -------------------------------------------------- | ---- | --------------------- | ---- | ------ | ---------- | ---------------------------------------------------------------------------- |
| –    | 도쿄 스카이트리                                    |      | 634.0m                | 29층 | 2012년 | 스미다구   | 세계에서 제일 높은 타워인 일본의 높은 구축물                                 |
| –    | 도쿄 타워                                          |      | 332.6m                | 7층  | 1958년 | 미나토구   | 세계에서 제일 높은 자립식 철탑, 세계에서 높은 22위의 탑                      |
| 1    | 미드타운 타워                                      |      | 248.1m                | 54층 | 2007년 | 미나토구   | 2000년대에 완공된 제일 높은 일본의 빌딩                                      |
| 2    | 도라노몬 힐스                                      |      | 247m (최대 부 255.5m) | 52층 | 2014년 | 미나토구   | [ 12 ]                                                                       |
| 3    | 도쿄도청 제1본청사                                 |      | 243.9m                | 48층 | 1991년 | 신주쿠구   | 1990년대 완공된 높은 도쿄도의 한 건물                                        |
| 4    | NTT 도코모 요요기 빌딩                             |      | 272m                  | 27층 | 2000년 | 시부야구   | 세계에서 제일 높은 시계탑 안테나를 포함하면 높은 도쿄도의 한 (272.0m)의 건물 |
| 5    | 선샤인 60                                          |      | 239.7m                | 60층 | 1978년 | 도시마구   | 1970년대 완공된 높은 일본의 건물                                             |
| 6    | 롯폰기 힐스 모리 타워                              |      | 238.1m                | 54층 | 2003년 | 미나토구   | [ 19 ] [ 20 ]                                                                |
| 7    | 신주쿠 파크 타워                                   |      | 235.0m                | 52층 | 1994년 | 신주쿠구   | [ 21 ] [ 22 ]                                                                |
| 8    | 도쿄 오페라 시티                                   |      | 234.4m                | 54층 | 1996년 | 신주쿠구   | [ 23 ] [ 24 ]                                                                |
| 9    | 시부야 스크램블 스퀘어                             |      | 229.7m                | 47층 | 2019년 | 시부야구   | 2019년 완공된 시부야에서 가장 높은 건물                                      |
| 10   | 신주쿠 미쓰이 빌딩                                 |      | 224.9m                | 55층 | 1974년 | 신주쿠구   | [ 25 ] [ 26 ]                                                                |
| 11   | 신주쿠 센터 빌딩                                   |      | 223.0m                | 54층 | 1979년 | 신주쿠구   | [ 27 ] [ 28 ]                                                                |
| 12   | 세이루카 가든                                      |      | 220.6m                | 47층 | 1994년 | 주오구     | [ 29 ] [ 30 ]                                                                |
| 13   | 이즈미 가든 타워                                   |      | 216.0m                | 45층 | 2002년 | 미나토구   | [ 31 ] [ 32 ]                                                                |
| 14   | 시오도메 시티 센터                                 |      | 215.8m                | 43층 | 2003년 | 미나토구   | [ 33 ] [ 34 ]                                                                |
| 15   | 덴쓰 빌딩                                          |      | 213.3m                | 48층 | 2002년 | 미나토구   | [ 35 ] [ 36 ]                                                                |
| 16   | 신주쿠 스미토모 빌딩                               |      | 210.3m                | 52층 | 1974년 | 신주쿠구   | [ 37 ] [ 38 ]                                                                |
| -    | 토시 청소공장                                      |      | 210.0m                | 11층 | 1999년 | 도시마구   | 세계에서 제일 높은 소각로 굴뚝                                               |
| 17   | 더 파크 하우스 니시신주쿠 타워 60                  |      | 208.97m               | 60층 | 2017년 | 신주쿠구   | [ 40 ]                                                                       |
| 18   | 아크 힐즈 센고쿠야마 모리 타워                     |      | 206.6m                | 47층 | 2012년 | 미나토구   | 도라 노몬 · 롯폰기 지역 첫째 종 시가지 재개발 사업                           |
| 19=  | 아카사카 인터시티 AIR                              |      | 205.08m               | 37층 | 2017층 | 미나토구   | [ 40 ]                                                                       |
| 19=  | 그랜 도쿄 북부 타워                                |      | 204.9m                | 43층 | 2007년 | 지요다구   | [ 43 ] [ 44 ]                                                                |
| 21   | 그랜 도쿄 남부 타워                                |      | 204.9m                | 42층 | 2007년 | 지요다구   | [ 45 ] [ 46 ]                                                                |
| 22   | 모드 학원 코쿤 타워                                |      | 203.7m                | 50층 | 2008년 | 신주쿠구   | 세계에서 두 번째로 높은 교육 빌딩                                            |
| 23=  | 신주쿠 노무라 빌딩                                 |      | 203.3m                | 50층 | 1978년 | 신주쿠구   | [ 49 ] [ 50 ]                                                                |
| 23=  | JP 타워                                            |      | 200.0m                | 38층 | 2012년 | 지요다구   | 구 도쿄 중앙 우체국의 외관이 일부 저장되어 있다.                             |
| 25   | 요미우리 신문 도쿄 본사 빌딩                       |      | 200.0m                | 33층 | 2013년 | 지요다구   | [ 54 ]                                                                       |
| 26   | 오테마치 타워                                      |      | 200m                  | 38층 | 2014년 | 지요다구   | [ 55 ] [ 56 ]                                                                |
| 27   | 신마루노우치 빌딩                                  |      | 197.6m                | 38층 | 2007년 | 지요다구   | [ 57 ] [ 58 ]                                                                |
| 28   | 스미토모 부동산 신주쿠 그랜드 타워                 |      | 195.25m               | 40층 | 2011년 | 신주쿠구   | 니시 8-쵸메 시게코 지구 제일 종 시가지 재개발 사업                           |
| 29   | 스카이 타워 니시                                   |      | 195.0m                | -    | 1989년 | 니시토쿄시 | [ 62 ]                                                                       |
| 30   | 하루미 아일랜드 트리톤 스퀘어 오피스 타워 X동      |      | 194.9m                | 44층 | 2001년 | 주오구     | [ 63 ] [ 64 ]                                                                |
| 31   | 니혼바시 미쓰이 타워                               |      | 194.7m                | 39층 | 2005년 | 주오구     | [ 65 ] [ 66 ]                                                                |
| 32   | 산노 파크 타워                                     |      | 194.5m                | 44층 | 2000년 | 지요다구   | [ 67 ] [ 68 ]                                                                |
| 33   | 손포재팬 닛폰코아 본사 빌딩                        |      | 193.0m                | 43층 | 1976년 | 신주쿠구   | [ 69 ] [ 70 ]                                                                |
| 34=  | 닛폰 TV 타워                                       |      | 192.8m                | 32층 | 2003년 | 미나토구   | [ 71 ] [ 72 ]                                                                |
| 34=  | THE TOKYO TOWERS 시타와                            |      | 192.3m                | 58층 | 2008년 | 주오구     | [ 73 ] [ 74 ]                                                                |
| 35   | THE TOKYO TOWERS 미드 타워                         |      | 192.3m                | 58층 | 2008년 | 주오구     | [ 75 ] [ 76 ]                                                                |
| 36   | 가치도키 뷰 타워                                   |      | 192.2m                | 55층 | 2010년 | 주오구     | [ 77 ]                                                                       |
| 37   | 액티 시오도메                                      |      | 190.3m                | 56층 | 2004년 | 미나토구   | [ 78 ] [ 79 ]                                                                |
| 38   | 신주쿠 아이랜드타워                                |      | 189.4m                | 44층 | 1995년 | 신주쿠구   | [ 80 ] [ 81 ]                                                                |
| 39   | 아울 타워                                          |      | 189.2m                | 52층 | 2011년 | 도시마구   | [ 82 ]                                                                       |
| 40   | Brillia Tower 이케부쿠로                           |      | 189.0m                | 49층 | 2015년 | 도시마구   |                                                                              |
| 41   | 아타고 그린 힐스 모리 타워                         |      | 188.0m                | 42층 | 2001년 | 미나토구   | [ 83 ] [ 84 ]                                                                |
| 42   | 세루리안 타워                                      |      | 184.0m                | 41층 | 2001년 | 시부야구   | [ 85 ] [ 86 ]                                                                |
| 43   | 스미토모 부동산 신주쿠 오크 타워                   |      | 183.8m                | 38층 | 2002년 | 신주쿠구   | [ 87 ] [ 88 ]                                                                |
| 44   | 시부야 히카리에                                    |      | 182.5m                | 34층 | 2012년 | 시부야구   | 시부야 니 쵸메 21 지구 개발 계획 (도쿄 문화회관 부지 재개발 사업)            |
| 45   | 캐피탈 게이트 팰리스                               |      | 181.0m                | 53층 | 2015년 | 주오구     |                                                                              |
| 46=  | 센추리 파크 타워                                   |      | 180.1m                | 54층 | 1999년 | 주오구     | [ 90 ] [ 91 ]                                                                |
| 46=  | 도쿄 가든 테라스                                   |      | 180.0m                | 36층 | 2016년 | 지요다구   | [ 92 ]                                                                       |
| 46=  | NEC 슈퍼 타워                                      |      | 180.0m                | 44층 | 1990년 | 미나토구   | [ 93 ] [ 94 ]                                                                |
| 46=  | JA 빌딩                                            |      | 180.0m                | 37층 | 2009년 | 지요다구   | [ 95 ] [ 96 ]                                                                |
| 49   | 도쿄 니혼바시 타워                                 |      | 180.0m                | 35층 | 2015년 | 주오구     |                                                                              |
| 50   | 토미히사 크로스                                    |      | 179.95m               | 55층 | 2015년 | 신주쿠구   | [ 97 ]                                                                       |
| 51   | 파크 타워 도요스 A 빌딩                            |      | 179.9m                | 52층 | 2008년 | 고토구     | [ 98 ] [ 99 ]                                                                |
| 52=  | 게이오 플라자 호텔 본관                            |      | 179.6m                | 47층 | 1971년 | 신주쿠구   | [ 100 ] [ 101 ]                                                              |
| 52=  | 스미토모 부동산 미타 트윈 빌딩 서관                |      | 179.3m                | 43층 | 2006년 | 미나토구   | [ 102 ] [ 103 ]                                                              |
| 54   | 아카사카 비즈 타워                                 |      | 179.3m                | 39층 | 2008년 | 미나토구   | [ 104 ] [ 105 ]                                                              |
| 55   | 마루노우치 빌딩                                    |      | 179.0m                | 37층 | 2002년 | 지요다구   | [ 106 ] [ 107 ]                                                              |
| 56   | 가치도키 더 타워                                   |      | 178.78 m              | 53층 | 2016년 | 주오구     | [ 106 ] [ 107 ]                                                              |
| 57   | W 컴포트 타워 EAST 빌딩                            |      | 178.5m                | 54층 | 2004년 | 고토구     | [ 108 ] [ 109 ]                                                              |
| –    | 마루 노우치 트러스트 타워 본관                     |      | 178.0m                | 37층 | 2008년 | 지요다구   | [ 110 ]                                                                      |
| 56=  | 중앙 청소 공장                                     |      | 177.5m                | 5층  | 2001년 | 주오구     | [ 111 ]                                                                      |
| 58=  | 듀스 투어즈 캐널&스파 이스트 빌딩                  |      | 177.3m                | 52층 | 2015년 | 주오구     |                                                                              |
| 59   | 듀스 투어즈 캐널&스파 웨스트 빌딩                  |      | 177.3m                | 52층 | 2015년 | 주오구     |                                                                              |
| 60   | 하루미 아일랜드 트리톤 스퀘어 오피스 타워 Y동      |      | 174.9m                | 40층 | 2000년 | 주오구     | [ 112 ] [ 113 ]                                                              |
| 61   | 도쿄 시오도메 빌딩                                 |      | 173.2m                | 37층 | 2000년 | 미나토구   | [ 114 ] [ 115 ]                                                              |
| 62   | 시오도메 미디어 타워                               |      | 172.6m                | 34층 | 2003년 | 미나토구   | [ 116 ] [ 117 ]                                                              |
| 63   | 파크 엑시스 아오야마 1 초메 타워                   |      | 172.4m                | 46층 | 2007년 | 미나토구   | [ 118 ]                                                                      |
| 64=  | 시오도메 타워                                      |      | 172.0m                | 38층 | 2003년 | 미나토구   | [ 119 ] [ 120 ]                                                              |
| 64=  | 시티 타워 도요스 더 트윈 N동                       |      | 171.2m                | 48층 | 2009년 | 고토구     |                                                                              |
| 66   | 시티 타워 도요스 더 트윈 S동                       |      | 171.2m                | 48층 | 2009년 | 고토구     |                                                                              |
| 67   | 마루노우치 파크 빌딩                               |      | 171.09m               | 34층 | 2009년 | 지요다구   |                                                                              |
| 68   | 교바시 에도구란                                    |      | 170.37m               | 32층 | 2016년 | 주오구     |                                                                              |
| 69   | 시바우라 아일랜드 에어 타워                        |      | 169.9m                | 48층 | 2007년 | 미나토구   |                                                                              |
| 70   | JT빌딩                                             |      | 169.7m                | 35층 | 1995년 | 미나토구   |                                                                              |
| 71   | 더 파크 하우스 하루미 타워 크로노 레지던스         |      | 169.2m                | 49층 | 2013년 | 주오구     |                                                                              |
| 72   | 베이 시티 하루미 스카이 링크 타워                  |      | 168.95m               | 49층 | 2009년 | 주오구     |                                                                              |
| 73   | 시바우라 아일랜드 로브 타워                        |      | 168.8m                | 49층 | 2007년 | 미나토구   |                                                                              |
| 74   | 오오테마치 파이낸셜 시티 그란 큐브                 |      | 168.28m               | 31층 | 2016년 | 지요다구   |                                                                              |
| 75   | JR 신주쿠 미라이나 타워                            |      | 168.16m               | 33층 | 2016년 | 신주쿠구   |                                                                              |
| 76   | 센트럴 파크 타워 ・ 라 뚜르 신주쿠                 |      | 167.035m              | 46층 | 2010년 | 신주쿠구   |                                                                              |
| 77   | 시바우라 아일랜드 블룸 타워                        |      | 167.415m              | 48층 | 2008년 | 미나토구   |                                                                              |
| 78   | 캐피탈 마크 타워                                   |      | 167.31m               | 47층 | 2007년 | 미나토구   |                                                                              |
| 79   | 에비스 가든 플레이스 타워                          |      | 167m                  | 39층 | 1994년 | 시부야구   |                                                                              |
| 80   | 더 파크 하우스 하루미 타워 티아로 레지던스         |      | 166.95m               | 49층 | 2016년 | 주오구     |                                                                              |
| 81   | 사삐아타와                                         |      | 166.1m                | 35층 | 2007년 | 지요다구   |                                                                              |
| 82=  | 하마마쓰초 빌딩                                    |      | 165.9m                | 40층 | 1984년 | 미나토구   |                                                                              |
| 82=  | 하루미 아일랜드 트리톤 스퀘어 하루미 뷰 타워 1호동 |      | 165m                  | 50층 | 1998년 | 주오구     |                                                                              |
| 84   | 도요스 센터 빌딩                                   |      | 165m                  | 47층 | 1992년 | 고토구     |                                                                              |
| 85   | 와테라스 타워 레지던스                             |      | 164.8m                | 41층 | 2014년 | 지요다구   |                                                                              |
| 86   | KDDI 빌딩                                          |      | 164.7m                | 32층 | 1974년 | 신주쿠구   |                                                                              |
| 87   | 미타 버거빌                                        |      | 163.95m               | 33층 | 2012년 | 미나토구   |                                                                              |
| 88   | 도쿄도청 제2본청사                                 |      | 163m                  | 34층 | 1991년 | 신주쿠구   |                                                                              |
| 89   | 세계 무역 센터                                     |      | 162.59m               | 40층 | 1970년 | 미나토구   |                                                                              |
| 90   | 신주쿠 마인즈 타워                                 |      | 161m                  | 34층 | 1995년 | 시부야구   |                                                                              |
| 91   | 신주쿠 프론트 타워                                 |      | 160.7m                | 35층 | 2011년 | 신주쿠구   |                                                                              |

## 현존하지 않는 건축물 및 구조물
다음은 한 때 도쿄에 존재했지만 해체 또는 파괴되어 현존하지 않는 높이 110m 이상의 건축물 및 구조물의 목록이다.
| 명칭                              | 높이   | 층수 | 준공연도 | 해체연도 | 위치         | 비고                                                                               |
| --------------------------------- | ------ | ---- | -------- | -------- | ------------ | ---------------------------------------------------------------------------------- |
| 이오지마 로란-C 송신기 (2대)      | 411.5m | -    | 1965년   | 1993년   | 이오섬       | 초대가 무너질 위한 1993년에 해체 후 재건                                           |
| 미나미토리섬 로란-C 송신기 (초대) | 411.5m | -    | 1964년   | 1985년   | 미나미토리섬 | 해체된 높이를 축소하고 2대째를 재건                                                |
| 이오지마 로란-C 송신기 (초대)     | 411.5m | -    | 1963년   | 1965년   | 이오섬       | 1965년에 붕괴, 이오지마는 1968년 6월 25일까지 미국령                               |
| 미나미토리섬 로란-C 송신기 (2대)  | 213.4m | -    | 1986년   | 2000년   | 미나미토리섬 | 부식이 심했고 해체 이후 3대째를 재건                                               |
| 미나미토리섬 로란-C 송신기 (3대)  | 213.0m | -    | 2000년   | 2010년   | 미나미토리섬 | 2009년 12월 1일에 작업 중단 이듬해 해체                                            |
| 아카사카 프린스 호텔 신관         | 138.9m | 39층 | 1982년   | 2013년   | 지요다구     | 2011년 3월 영업 종료. 타이세이 건설이 개발한 "지렛대 렙 시스템"에 의해 해체되었다. |
| 소피텔 도쿄                       | 112.0m | 26층 | 1994년   | 2007년   | 다이토구     | 일본에서 처음으로 해체된 높이 100m 이상 빌딩                                       |
| 포니 타워                         | 110m   |      | 1967년   | 1973년   | 다이토구     | 전망대 개업 당초 "도쿄 공간 타워"                                                  |

## 미완공 건축물 및 구조물

### 공사중
다음은 일본에서 공사중인 높이 180m 이상의 건축물 및 구조물의 목록이다. 뼈대만 완성하고 있는 건물도 포함한다.
| 명칭                                                     | 높이     | 층수 | 완공 예정 | 도시     | 비고 |
| -------------------------------------------------------- | -------- | ---- | --------- | -------- | ---- |
| 토치타워                                                 | 390m     | 61층 | 2027년    | 지요다구 |      |
| 야니 초메 북지 구 제일 종 시가지 재개발 사업 A-1 지구    | 245m     | 45층 | 2021년    | 주오구   |      |
| 도라노몬 힐스 덴셜 타워                                  | 221m     | 54층 | 2020년    | 미나토구 |      |
| 다케시바 지역 개발 계획 건축 계획 (업무동)               | 210m     | 39층 | 2020년    | 미나토구 |      |
| 오오테마 치 잇 초메 2번가 구 일체 개발 사업 B동          | 200m     | 41층 | 2020년    | 지요다구 |      |
| 세계 무역 센터 빌딩 남관                                 | 197m     | 39층 | 2021년    | 미나토구 |      |
| 호텔 오쿠라 도쿄 본관 건체 계획                          | 195m     | 38층 | 2019년    | 미나토구 |      |
| 하마마츠 니 초메 C지구 시가지 재개발 사업                | 190m     | 47층 | 2021년    | 미나토구 |      |
| 도라노몬 힐스 비즈니스 타워                              | 183.415m | 36층 | 2019년    | 미나토구 |      |
| 니혼바시 다카시마야 미쓰이 빌딩                          | 180m     | 31층 | 2018년    | 시부야구 |      |
| 도라노몬 트러스트 시티 월드 게이트                       | 180m     | 36층 | 2019년    | 미나토구 |      |
| 시부야 역 사쿠라가 오카 구 지구 재개발 계획 A 쿼드 A1 동 | 180m     | 36층 | 2019년    | 시부야구 |      |
| 도요 지구 1-1 도시 지역 재개발                           | 180m     | 50층 | 2021년    | 고토구   |      |

### 계획중
다음은 일본에 건설이 계획되어 있는 높이 180m 이상의 건축물 및 구조물의 목록이다.
| 명칭                                                          | 높이   | 층수  | 완공 예정 | 도시             | 비고    |
| ------------------------------------------------------------- | ------ | ----- | --------- | ---------------- | ------- |
| 스카이 마일 타워                                              | 1,700m | 400층 | 2045년    | 넥스트 도쿄      |         |
| 토치타워                                                      | 390.0m | 61층  | 2027년    | 지요다구, 주오구 | [ 128 ] |
| W350 타워                                                     | 350m   | 70층  | 2041년    | 도쿄도           |         |
| 도라노몬 및 아자부다이 지구 재개발 A 쿼드                     | 330m   | 65층  | 2022년    | 미나토구         |         |
| 니혼 바시 잇 초메 중 지구 재개발                              | 287m   | 51층  | 2025년    | 주오구           |         |
| 도라노몬 및 아자부다이 지구 재개발 B-1 쿼드                   | 270m   | 63층  | 2022년    | 미나토구         |         |
| 도라노몬 스테이션 타워                                        | 265m   | 48층  | 2022년    | 미나토구         |         |
| 도쿄역 야 에스 잇 초메 동부 제일 종 시가지 재개발 사업 B 지구 | 250m   | 54층  | 2023년    | 주오구           |         |
| 야 니 초메 중 지구 제일 종 시가지 재개발 사업                 | 240m   | 46층  | 2023년    | 주오구           |         |
| 도라노몬 및 아자부다이 지구 재개발 B-2 쿼드                   | 240m   | 53층  | 2022년    | 미나토구         |         |
| 니시신주쿠 서부 지구 재개발                                   | 235m   | 65층  | 2026년    | 신주쿠구         |         |
| 시바우라 잇초메 건체 계획 S동                                 | 235m   | 47층  | 2029년    | 미나토구         |         |
| 시바우라 잇초메 건체 계획 N동                                 | 235m   | 46층  | 2024년    | 미나토구         |         |
| 도키와바시 재개발 프로젝트 빌딩 A                             | 230m   | 37층  | 2021년    | 지요다구, 주오구 |         |
| 신주쿠 밀라노 자리 부지 개발                                  | 225m   | 40층  | 2022년    | 신주쿠구         |         |
| 미타 3 · 욘 초메 지구 시가지 재개발                           | 215m   | 42층  | 2023년    | 미나토구         |         |
| 아카사카 니 초메 프로젝트                                     | 210m   | 43층  | 2024년    | 미나토구         |         |
| 세계 무역 센터 빌딩 본관                                      | 200m   | 37층  | 2024년    | 미나토구         |         |
| 시마 산 초메 지구 제일 종 시가지 재개발 사업                  | 199m   | 59층  | 2025년    | 주오구           |         |
| 가쓰도키 동부 제일 종 시가지 재개발 사업                      | 195m   | 56층  | 2027년    | 주오구           |         |
| 미나미 니 초메 C 지구 재개발 북동                             | 190m   | 51층  | 2024년    | 도시마구         |         |
| 시마 산 초메 남부 지역 제일 종 시가지 재개발 사업             | 190m   | 50층  | 2024년    | 주오구           |         |
| 풍해 지구 제일 종 시가지 재개발 사업 서동                     | 189m   | 56층  | 2025년    | 주오구           |         |
| 풍해 지구 제일 종 시가지 재개발 사업 동쪽 본관                | 189m   | 56층  | 2025년    | 주오구           |         |
| 오시마 산 초메 1번지 지구 시가지 재개발                       | 185m   | 50층  | 2022년    | 고토구           |         |
| 미나미 니 초메 C지구 재개발 남쪽동                            | 185m   |       | 2024년    | 도시마구         |         |
| 하루미 5초메 서부 지구 개발 계획 5-5 쿼드                     | 180m   | 50층  | 2023년    | 주오구           |         |
| 하루미 5초메 서부 지구 개발 계획 5-6 쿼드                     | 180m   | 50층  | 2023년    | 주오구           |         |
| 니시 닛뽀리 역 시가지 재개발                                  | 180m   |       | 2025년    | 아라카와구       |         |
| 가메이도 6초메 프로젝트 북동                                  | -      | 60층  | 2021년    | 고토구           |         |
| 가메이도 6초메 프로젝트 남동                                  | -      | 60층  | 2021년    | 고토구           |         |

### 계획 무산
다음은 일본에 건설이 계획되어 있던 높이 180m 이상의 건축물 및 구조물의 목록이다.
| 명칭                                     | 높이   | 층수 | 완공 예정 | 도시     | 비고                                     |
| ---------------------------------------- | ------ | ---- | --------- | -------- | ---------------------------------------- |
| 니시신주쿠 3초메 재개발 동쪽 오피스 빌딩 | 338.0m | 77층 | 미정      | 신주쿠구 | 일본에서 가장 높은 건물이 될 예정이었다. |
| 니시신주쿠 3초메 재개발 북쪽 주거동      | 245.0m | 66층 | 미정      | 신주쿠구 | [ 131 ] [ 132 ]                          |
| 니시신주쿠 3초메 재개발 남쪽 주거동      | 245.0m | 66층 | 미정      | 신주쿠구 | [ 133 ] [ 134 ]                          |
| 니시신주쿠 3초메 재개발 서쪽 주거동      | 190.0m | 48층 | 미정      | 신주쿠구 | [ 135 ] [ 136 ]                          |

## 역대 최고층 건물
다음은 료운카쿠 이후 역대 도쿄에서 높은 건축물의 목록이다. 구조물은 1958년 준공된 도쿄 타워가 2012년 도쿄 스카이트리 준공까지 일본(도쿄)에서 가장 높았다.
| 명칭                 | 사진 | 시기            | 높이   | 층수 | 완공   | 위치     | 비고                       |
| -------------------- | ---- | --------------- | ------ | ---- | ------ | -------- | -------------------------- |
| 료운카쿠             |      | 1890년 ~ 1895년 | 약 52m | 12층 | 1890년 | 다이토구 | 1923년 관동대지진으로 붕괴 |
| 아사쿠사 화력 발전소 |      | 1895년 ~ 1923년 | 66m    |      | 1895년 | 다이토구 | 굴뚝                       |
| 센쥬 화력 발전소     |      | 1926년 ~ 1964년 | 83.82m |      | 1926년 | 아다치구 | 4개의 귀신 굴뚝            |
| 국회의사당           |      | 1964년          | 65.5m  | 9층  | 1936년 | 지요다구 | [ 138 ]                    |
| 호텔 뉴 오타니 도쿄  |      | 1964년 ~ 1968년 | 72.1m  | 17층 | 1964년 | 지요다구 | [ 5 ]                      |
| 가스미가세키 빌딩    |      | 1968년 ~ 1970년 | 156.0m | 36층 | 1968년 | 지요다구 | [ 139 ]                    |
| 도쿄 세계무역센터    |      | 1970년 ~ 1971년 | 162.6m | 40층 | 1970년 | 미나토구 | [ 140 ]                    |
| 게이오 플라자 호텔   |      | 1971년 ~ 1974년 | 179.6m | 47층 | 1971년 | 신주쿠구 | [ 100 ]                    |
| 신주쿠 스미토모 빌딩 |      | 1974년 ~ 1974년 | 210.3m | 52층 | 1974년 | 신주쿠구 | [ 37 ]                     |
| 신주쿠 미쓰이 빌딩   |      | 1974년 ~ 1978년 | 224.9m | 55층 | 1974년 | 신주쿠구 | [ 25 ]                     |
| 선샤인 60            |      | 1978년 ~ 1990년 | 239.7m | 60층 | 1978년 | 도시마구 | [ 17 ]                     |
| 도쿄도청 제1본청사   |      | 1990년 ~ 2007년 | 242.9m | 48층 | 1991년 | 신주쿠구 | [ 13 ]                     |
| 미드타운 타워        |      | 2007년 ~ 현재   | 248.1m | 54층 | 2007년 | 미나토구 | [ 2 ]                      |

## 같이 보기
- 마천루
- 일본의 마천루
- 일본의 마천루 목록
- 각 도도부현의 마천루 목록